# 아투에이
아투에이 (Hatuey, /ɑːˈtweɪ/), 또는 아튀에이 (Hatüey, /ˌɑːtuˈeɪ/; 1512년 2월 사망)는 히스파니올라섬 타이노(Taíno) 부족의 카키퀘(cacique, 추장)으로, 원래는 히스파니올라 섬에 살고 있었으나 16세기 초 스페인에 의해 히스파니올라 섬이 정복되면서 쿠바로 도망쳤다. 그는 스페인의 침략에 맞서 원주민 집단을 이끌고 싸웠으며, 신대륙 최초의 식민주의에 대항한 투사 중 하나가 되어 전설적인 지위를 얻었다. 오늘날 그는 쿠바 최초의 국가적 영웅으로 유명하다. 2010년 영화 이븐 투 레인(Even the Rain)은 아투에이의 사형 집행에 대해 영화적으로 각색한 내용을 담고 있다.

## 전설
1511년, 디아고 벨라스케즈 데 퀼라르(Diego Velázquez de Cuéllar)는 신대륙의 금과 타이노 부족민을 노예로 삼기 위해(쿠바의 원주민인 타이노족은 그보다 이전에 콜럼버스에 의해 기록되었다) 히스파니올라 섬을 정복하러 나섰다. 아투에이는 4백 명의 카누족과 함께 히스파니올라 섬을 탈출했고, 쿠바 동부의 일부 원주민들에게 스페인 사람들에게 무엇을 기대할 것인지 경고한 바 있다.
16세기 도미니코회 사제이자 식민지 개척자였던 바르톨로메 데 라스 카사스(Bartolomé de Las Casas)는 훗날, 아투에이의 다음과 같은 연설 내용을 전하고 있다. 아투에이는 카오바나의 타이노족에게 금과 보석이 담긴 바구니를 보여 주면서 다음과 같이 말했다.
너희들도 모두 들었겠지만 기독교인들이 이곳으로 온다고 한다. 너희들도 이미 부족장이나 하이티(히스파니올라)에 있는 다른 사람들이 어떻게 기독교인들에게 당했는지 알 것이다. 똑같은 짓을 하려고 이곳에 오는 것이다. 기독교인들이 왜 그런 짓을 하는지 아느냐? ... 기독교인들이 지극히 숭배하는 신이 있는데, 우리에게서 그 신을 빼앗기 위해 우리를 정복하고 죽이는 것이다. ... 여기를 봐라. 이것(금과 보석)이 기독교인들의 신이니, 우리가 그 신 앞에 아레이토스를 행하여 기독교인들의 신을 기쁘게 하면 그 신이 기독교인들에게 우리를 해치지 말라고 할 것이다.
이때 원주민들은 아투에이의 주장에 동의해 금을 근처에 강에 던졌다고 한다. 그러나 쿠바의 타이노 족장들은 함께 힘을 합쳐 스페인에 맞서 싸워야 한다는 아투에이의 메시지에 응하지 않았고, 그와 함께 싸운 사람은 거의 없었다. 아투에이는 스페인군을 상대로 게릴라 전술을 구사했고, 한동안 그들의 발을 묶어둘 수 있었다. 그와 그의 전사들은 최소 8명의 스페인 군인들을 죽였지만, 결국 후각이 뛰어난 마스티프견을 이용하고 또 정보를 얻기 위해 원주민들을 고문하는 등의 방법을 통해 스페인인들은 기어이 그를 붙잡는데 성공했다.
1512년 2월 2일, 아투에이는 말뚝에 묶여 현재의 바야모 시 근처 야라에서 산 채로 화형에 처해졌다.
그가 화형을 당하기 전, 어느 스페인 종군 신부가 아투에이에게 와서 세례를 받고 기독교를 영접하라고 제안했다. 라스 카사스는 이때 추장 아투에이의 대답에 대해 이렇게 전하고 있다. :
약간 생각을 한 후, (아투에이는) 신부에게 기독교인들도 천국에 가게 되느냐고 물었다. 신부는 선량한 기독교인은 천국에 갈 것이라고 말했다. 아투에이는 더 이상 생각하지 않고 즉각 대답하기를, 나는 천국에 가고 싶지 않으며 더 이상 이처럼 잔인한 사람들을 보지 않기 위해서 차라리 스페인 사람들이 없는 지옥에 가겠다고 했다.
라스 카사스는 아투에이와 스페인 사제 사이에 있었던 이 문답을 기록하면서 "이것이 바로 기독교인들이 아메리카 대륙에 가서 저지른 짓으로 인해 하느님과 우리 신앙이 얻은 명성이고 영예란 것이다."라고 한탄하였다.

## 아투에이의 흔적
쿠바의 카마구이 성 시바니쿠 남쪽에 위치한 아투에이 마을은 이 타이노족의 영웅의 이름을 따서 명명된 것이다.
아투에이의 이름은 맥주 브랜드로도 살아 있다. 이 맥주는 1927년부터 산티아고 드 쿠바에서 양조되어 아투에이라는 브랜드명으로 판매되어 왔고, 처음에는 쿠바 토종 회사인 컴파냐 론 바카르디 S.A.(Compañia Ron Bacardi S.A.)에 의해 판매되었으며, 미국의 소설가 어니스트 헤밍웨이가 발표한 소설 노인과 바다(1952)에서도 언급된다. 1960년 쿠바에서 공업이 국유화된 이후 양조는 엠프레사 케베세리아 하투이 산티아고(Empresa Cerveceria Hatuey Santiago)에 의해 인수되었다. 2011년부터, 바카르디 가는 미국에서 아투에이 상표로 맥주를 팔기 위해 다시 만들기 시작했다. 아투에이의 이름은 또한 몰타라고 불리는 설탕이 함유된 무알코올 맥아 음료의 이름에도 붙여졌다. 또한 소다 크래커의 브랜드명이기도 하다.
볼리비아에서 촬영된 2010년작 영화 '이븐 더 레인'에서 아투에이는 영화 내 주인공이다.
쿠바의 시가 브랜드 코히바(Cohiba)의 로고는 아투에이의 그림이다.

### 미술
아투에이의 이미지는 상업적 상표로써 뿐만 아니라 다양한 예술 장르로 전용되거나 통합되었으며, 대표적으로 아프로-쿠반(Afro-Cuban)의 이디시어(Yiddish) 극장에서 상연된 오페라 "아투에이: 불의 기억"(Hatuey: Memory of Fire)이 있다. 비주얼 아트 분야에서는 많은 예술가들이 아투에이의 타이노족 추장으로써의 이미지를 빌려 썼는데, 대표적으로 쿠바계 미국인 예술가 릭 가르시아(Ric Garcia), 미국 해병대 소속 예술가 도날드 딕슨(Donald Dickson), 그리고 호주인 예술가 데임파인(damefine) 등이 있다.

## 같이 보기
- 바르톨로메 데 라스 카사스
- 콩키스타도르
- 에두아르도 갈레아노 - 남미의 역사를 조망한 작품 《불의 기억》에서 아투에이의 이야기를 언급하였다.